# Eduardo Stupía

Universidad Nacional de La Plata

Eduardo Stupía (Vicente López, 14 de junio de 1951) es un artista y docente argentino conocido por su obra pictórica que combina elementos del surrealismo, el expresionismo y el arte conceptual.

## Biografía
Eduardo Stupía estudió en la Escuela Nacional de Bellas Artes "Manuel Belgrano" y afianzó su formación artística en la Facultad de Bellas Artes de la Universidad Nacional de La Plata. Durante su vida académica se destacó por su interés en el cómic, lo que se verá reflejado en sus primeros trabajos artísticos.
A partir de 1972, Stupía comienza a exponer local e internacionalmente, participando en premios y salones, y aunque sus inicios están vinculados al cómic, pronto desarrolla un estilo personal y distintivo, fusionando líneas, pintura y grafismos. Durante estos años, comienza a cultivar su conocimiento en historia del arte, literatura, cine y jazz, influyendo en su obra. Entre 1992 y 2011 ejerció la dirección de arte del periódico Diario de Poesía, un diario poético y periodístico que se publicaba en Montevideo, Rosario y Buenos Aires de forma trimestral. 
Desde 1986, Stupía ejerce la docencia en Artes Visuales, además, actúa como jurado en premios municipales y nacionales, así como en festivales cinematográficos. Se destaca como crítico de arte, escribiendo numerosas reseñas sobre artistas, exposiciones y notas sobre estética y políticas del arte, tanto en medios locales como internacionales.
Además de su carrera como pintor, Stupía también ha incursionado en otras disciplinas artísticas, como la ilustración y la escultura. Su trabajo es considerado una referencia en el arte contemporáneo argentino, destacando como uno de los artistas argentinos más destacados de su generación.

## Obra
Su estilo se caracteriza por una compleja y profunda exploración de la condición humana y la sociedad contemporánea. Sus pinturas suelen presentar imágenes fragmentadas yuxtapuestas con texto, creando una narrativa visual que invita a la reflexión.
Daniel Samoilovich ha afirmado sobre la obra de Stupía: 

“Uno ya no sabe, entonces, si es el paisaje que se va tornando abstracto, o si son las rayitas las que se dejan agarrar, de cuando en cuando, por la tentación de figurar alguna cosa; si la representación está atacada por el verdín de la tinta china y sus caprichos, o si, por el contrario, esa manía casi infantil que tenemos de buscar en toda nube una cabeza de gigante nos lleva a encontrar figuras donde no las hay.”

Utiliza una variedad de técnicas, incluyendo el óleo, acrílico, collage y grabado, lo que resulta en obras de gran riqueza visual y conceptual. 

## Exposiciones
A lo largo de su carrera, Stupía ha sido galardonado con premios y reconocimientos por su contribución al arte argentino y su influencia en la escena artística internacional. Su obra se encuentra en colecciones públicas y privadas de todo el mundo, y ha participado en importantes exposiciones individuales y colectivas en museos y galerías de renombre.
| Fecha | Lugar                                                            |
| ----- | ---------------------------------------------------------------- |
| 1972  | Galería Lirolay, Buenos Aires, Argentina.                        |
| 2009  | Dan Galería, San Pablo, Brasil.                                  |
| 2010  | Instituto Valenciano de Arte Moderno (IVAM), España.             |
| 2013  | Rosenfeld, Londres, Reino Unido.                                 |
| 2014  | Círculo de Bellas Artes de Madrid, España.                       |
| 2014  | Xippas Gallery, París, Francia.                                  |
| 2019  | MAXXI (Museo Nacional de las Artes del Siglo XXI), Roma, Italia. |

Su obra también forma parte de las principales colecciones de museos en Argentina, el Instituto Valenciano de Arte Moderno o del MoMA.

## Distinciones y premios
- Primer Premio por los 30 años del Museo de Arte Moderno de Buenos Aires, 1986.
- Mención Especial de la Academia Nacional de Bellas Artes,1997.
- Premio Konex por Dibujo,[8] 1992.
- Premio Konex por Dibujo, 2002.
- Gran Premio Salón Nacional de Artes Plásticas por Dibujo, 2007.
- Premio Konex de Platino por Dibujo, 2012.[9]